# (541132) Leleākūhonua
(541132) Leleākūhonua (2015 TG387) – planetoida należąca do grup obiektów transneptunowych i sednoid, krążąca na obrzeżach Układu Słonecznego.

## Odkrycie
Obiekt został odkryty 13 października 2015 przez Davida J. Tholena, Scotta Shepparda i Chada Trujillo przez Teleskop Subaru w Obserwatorium na Mauna Kea. Jego odkrycie zostało ogłoszone 2 października 2018.
W momencie odkrycia obiekt znajdował się około 80 au od Ziemi, jego odkrycie zostało określone jako „fortunne” – przy użyciu współczesnych instrumentów obserwacyjnych obiekt jest widoczny przez około 1% czasu jego okresu orbitalnego.

## Nazwa
Przed nadaniem oficjalnej nazwy obiekt nosił oznaczenie tymczasowe 2015 TG387, a w publikacjach angielskojęzycznych obiekt przez odkrywców był nieoficjalnie nazywany „The Goblin” (goblin), co nawiązywało do jego oznaczenia (TG) i daty jego odkrycia zbliżonej do Halloween.
Tymczasowe oznaczenie planetoidy, 2015 TG387, to kolejno rok jej odkrycia (2015), pół-miesiąc odkrycia (1-15 października – „T”) oraz numer kolejny odkrycia w tym okresie (G387 oznacza 7+25*387 = 9682 obiekt odkryty w tym okresie).
10 października 2019 obiekt otrzymał stały numer w systemie oznaczania Minor Planet Center: 541132 (Minor Planet Circulars 117077).
W czerwcu 2020 otrzymał oficjalną nazwę Leleākūhonua, rzekomo będącą określeniem formy życia, zaczerpniętym z hawajskiej pieśni, mitu o stworzeniu świata, Kumulipo, chociaż w rzeczywistości taka nazwa ani fraza tam nie występuje. 

## Charakterystyka
Planetoida ta okrąża Słońce po niezwykle rozległej orbicie: od 64,8 au (peryhelium) do ok. 2800 au (aphelium). Jej okres orbitalny szacowany jest na około 55 tysięcy lat.
Średnica planetoidy nie została dokładnie zmierzona; jej wielkość początkowo szacowano na ok. 300 km, bazując na przeciętnym albedo dla tego typu obiektów. Jednak obserwacja zakrycia gwiazdy, przeprowadzona w Penticton w Kanadzie 20 października 2018, wskazuje na mniejszą średnicę ok. 220 km, co odpowiada wyższemu albedo 0,21.

## Znaczenie odkrycia
Wydłużona orbita (541132) Leleākūhonua i podobnych, wcześniej znalezionych obiektów (90377) Sedna i 2012 VP113 silnie sugeruje, ale jednoznacznie nie udowadnia istnienia hipotetycznej dziewiątej planety w Układzie Słonecznym. Odkrywcy planetoidy szacują możliwość istnienia dziewiątej planety na 85%.
Planetoida została odkryta w czasie, kiedy znajdowała się około 80 au od Słońca. Podobnie jak Sedna, nie mogłaby ona zostać odkryta, gdyby znajdowała się na oddalonej części jej bardzo ekscentrycznej orbity. Odkrycie dwóch tak podobnych obiektów w czasie, kiedy znajdowały się one stosunkowo blisko Słońca, sugeruje, że może istnieć znacznie więcej podobnych planetoid, zbyt odległych, aby mogły być odkryte współczesnymi metodami obserwacyjnymi. Odkrywcy planetoidy szacują, że w wewnętrznej części Obłoku Oorta może znajdować się do dwóch milionów obiektów o średnicy większej niż 40 km i łącznej masie 1×1022 kg (kilkukrotna masa pasa planetoid).